# Luisa Marie Teresa Stuartovna
Princezna Luisa Marie Teresa Stuartovna, zvaná La Consolatrice, tj. utěšitelka (28. června 1692, zámek v Saint-Germain-en-Laye – 18. dubna 1712, Paříž) byla nejmladší dcera svrženého anglického a skotského krále Jakuba II.

## Biografie
Luisa Marie Teresa se narodila jako nejmladší z potomků v exilu žijícího svrženého anglického krále Jakuba II. Stuarta (1633–1701) a jeho manželky, italské princezny Marie Beatrice d'Este (1658–1718), jediné dcery modenského vévody Alfonsa IV. d'Este a jeho manželky Laury Martinozzi. Její prarodiče z otcovy strany byli anglický král Karel I. a jeho manželka, francouzská princezna Henrietta Marie Bourbonská. Jejími kmotry byli francouzský král Ludvík XIV. a jeho švagrová princezna Alžběta Šarlota Falcká, vévodkyně orleánská. První dvě jména (Luisa Marie) dostala při křtu, třetí (Teresa) při konfirmaci. Její otec často říkal, že byla seslána Bohem jako útěcha svým rodičům v čase jejich soužení; dívka proto byla později často zvána La Consolatrice (Utěšitelka).

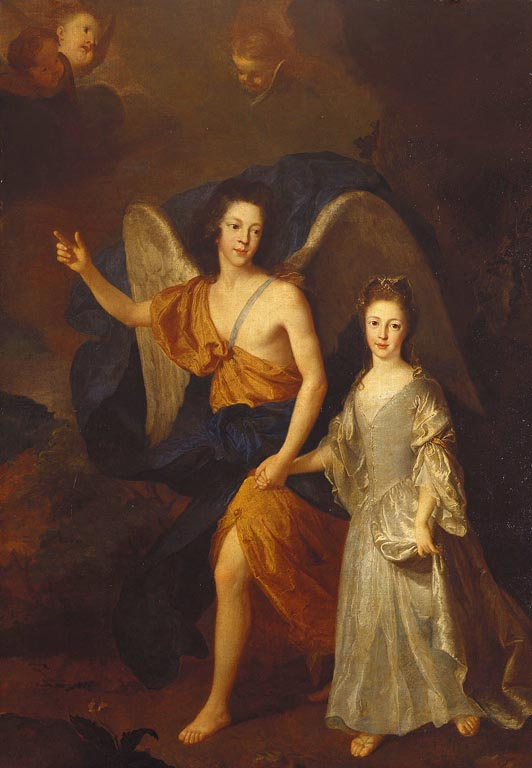
Luisa Marie se svým starším bratrem Jakubem Františkem

Dostalo se jí všestranného vynikajícího vzdělání. Vedle latiny, náboženství, historie, umění, tance a hudby se učila i italsky. Ve věku 13 let byla uvedena ke dvoru ve Versailles a v krátkém čase měla řadu nápadníků, mezi jinými čekatele na francouzský trůn, Charlese de Bourbon, vévodu de Berry a pozdějšího švédského krále Karla XII.
Všechny plány a naděje však přervala náhlá předčasná smrt – v dubnu roku 1712 onemocněli Luisa Maria Teresa i její starší bratr Jakub František pravými neštovicemi. Zatímco Jakub František se uzdravil, Luisa Marie 18. dubna onemocnění podlehla; v té době na tuto prudce nakažlivou chorobu s vysokou úmrtností zemřeli tři členové rodiny Ludvíka XIV. Byla pohřbena po boku svého otce v kapli anglických benediktinů sv. Edmunda v Paříži. Protože kostel byl během Velké francouzské revoluce zbořen, bylo její tělo převezeno do kláštera Val-de-Grâce.